# 闊德城
闊德城（英語：Quad Cities）是美國一個位於伊利諾伊州西北部和愛阿華州東南部的都會區，由五个城市組成。2006年人口377,291人。
闊德城位于罗克河汇入密西西比河之处，是密西西比河沿岸在明尼阿波利斯-聖保羅和大圣路易斯之间最大的都会区。闊德城在英文中意为“四城”，1930年代该叫法开始流行，当时的四个城市为：達文波特、羅克艾蘭、莫林和东莫林。如今该地发展为五个中心城市，仍保持“四城”的叫法不变。
五個中心城市為別為：
- 達文波特，愛阿華州
- 羅克艾蘭，伊利諾伊州
- 莫林，伊利諾伊州
- 东莫林，伊利諾伊州
- 贝滕多夫，愛阿華州

## 交通
密西西比河和80號州際公路在此交匯。 